# Veniliornis
Genre
Veniliornis est un genre comprenant 14 espèces de pics, endémique de la zone néotropicale.

## Liste des espèces
D'après la classification de référence (version 2.2, 2009) du Congrès ornithologique international (ordre phylogénique) :
- Veniliornis callonotus – Pic rubin
- Veniliornis dignus – Pic à ventre jaune
- Veniliornis nigriceps – Pic à ventre barré
- Veniliornis passerinus – Pic passerin
- Veniliornis frontalis – Pic étoilé
- Veniliornis spilogaster – Pic aspergé
- Veniliornis mixtus – Pic varié
- Veniliornis lignarius – Pic bûcheron
- Veniliornis sanguineus – Pic rougeâtre
- Veniliornis kirkii – Pic à croupion rouge
- Veniliornis affinis – Pic affin
- Veniliornis chocoensis – Pic du Choco
- Veniliornis cassini – Pic de Cassin
- Veniliornis maculifrons – Pic à oreilles d'or